# Trufla wgłębiona

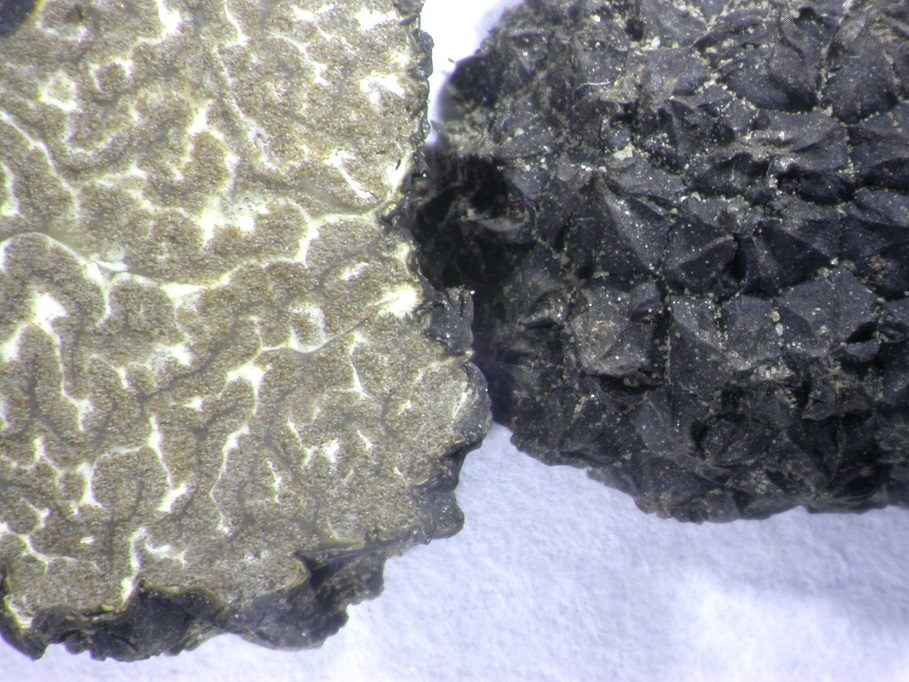

Trufla wgłębiona (Tuber mesentericum Vittad.) – gatunek grzybów z rodziny truflowatych (Tuberaceae). Grzyb jadalny.

## Systematyka i nazewnictwo
Pozycja w klasyfikacji według Index Fungorum: Tuber, Tuberaceae, Pezizales, Pezizomycetidae, Pezizomycetes, Pezizomycotina, Ascomycota, Fungi.
Takson ten w 1831 r. opisał Carlo Vittadini. Synonimy:
- Tuber aestivum var. mesentericum (Vittad.) E. Fisch. 1896
- Tuber culinare var. mesentericum (Vittad.) Zobel 1854

## Morfologia
Owocnik podziemny, bulwiasty, z charakterystycznym wgłębieniem. Występuje ono w różnych jego częściach, ale najczęściej na boku. Osiąga średnicę do 3 cm. Powierzchnia czarna, pokryta drobnymi brodawkami, zazwyczaj pięciokątnymi. Są one różnej wysokości i zwykle na szczycie spłaszczone, ale trafiają się zaostrzone. Gleba w młodych owocnikach jest szklista z licznymi, białymi włókienkami, w starszych lekko szara. Podczas dojrzewania, a także podczas wysychania owocników gleba ciemnieje, staje się żółta, w końcu szarobrązowa. Miąższ owocnika wydziela silny i przyjemny zapach.

## Występowanie i siedlisko
Opisano występowanie trufli wgłębionej w Ameryce Północnej, Europie, Azji, Australii i na Nowej Zelandii. W piśmiennictwie naukowym na terenie Polski do 2021 roku podano jedno stanowisko historyczne i 6 współczesnych. Bardziej aktualne stanowiska podaje internetowy atlas grzybów. Znajduje się na Czerwonej liście roślin i grzybów Polski. Ma status E – gatunek wymierający, którego przeżycie jest mało prawdopodobne, jeśli nadal będą działać czynniki zagrożenia. W latach 1995–2004 gatunek ten objęty był ochroną częściową, od roku 2004 – ochroną ścisłą.
Grzyb podziemny, ektomykoryzowy, żyjący w symbiozie z dębami, grabami i leszczyną. Występuje w lasach, w glebie na podłożu wapiennym.

## Zastosowanie
Truflę wgłębioną zalicza się do trufli o najintensywniejszym aromacie. Ma silny zapach fenolu, bardzo przenikliwy, który upiększa potrawy, zwłaszcza dania z makaronu. Ze względu na tę właściwość jest bardzo poszukiwana przez przemysł przetwórczy. Należy do nielicznych trufli, które zachowują swój aromat nawet po ugotowaniu i dlatego można ją stosować również w potrawach wymagających szczególnie długiego przygotowania i gotowania. Na aukcji internetowej w 2021 r. sprzedawano ją w cenie 42 euro za 100 gramów.

## Gatunki podobne
Trufla wgłębiona bywa mylona z truflą letnią (Tuber aestivum). Są one do siebie bardzo podobne, rozróżnienie tych gatunków utrudnione jest także przez dużą zmienność morfologiczną w obrębie każdego z nich. Ponadto mogą one występować w tym samym siedlisku i dojrzewać w tym samym czasie. Morfologia brodawek na powierzchni owocnika nie jest cechą wystarczająca do pewnego ich rozróżnienia. Również wgłębienie w owocniku trufli wgłębionej nie jest taką cechą, gdyż czasami występuje również u trufli letniej. Bardziej wiarygodne jest rozróżnienie po kolorze gleby; u trufli letniej jest ona jaśniejsza. Pewne rozróżnienie tych gatunków możliwe jest dopiero genetycznym badaniem PCR.